# Melochia parvifolia
Melochia parvifolia är en malvaväxtart som beskrevs av Carl Sigismund Kunth. Melochia parvifolia ingår i släktet Melochia och familjen malvaväxter. Utöver nominatformen finns också underarten M. p. fasciculata.